# Sanmenia gongshan
Sanmenia gongshan là một loài nhện trong họ Thomisidae.
Loài này thuộc chi Sanmenia. Sanmenia gongshan được miêu tả năm 2006 bởi Yang, Zhu & Da-xiang Song.